# دیوید گانسکی
دیوید گانسکی، (به انگلیسی: David Gonski) (زاده ۷ اکتبر ۱۹۵۳) کارآفرین، بانکدار، وکیل و مدیر ارشد اجرایی استرالیایی مهاجر آفریقای جنوبی است، که در حال حاضر به‌عنوان مدیر عامل اجرایی و رییس هیئت مدیره شرکت کوکا-کولا اماتیل فعالیت می‌کند.